# Madeleine Lemeine
Madeleine Lemeine, född före 1598, död efter 1655, var en fransk skådespelare. Hon var känd under artistnamnet Mademoiselle Beaupré.
Hon var dotter till en köpman och gifte sig 1623 med skådespelaren Beaupré (Nicolas Lion), från hon levde separerad vid den tidpunkt hon blev känd. 
Hon var engagerad vid Hôtel de Bourgognes teater från 1632. Det var vid denna tid den enda teatern i Paris, och den första permanenta teatern, då denna konstform tidigare endast hade utförts av kringresande teatersällskap. Kvinnliga aktörer är bekräftade där sedan två år och fem av dem är identifierade 1632, bland dem henne. 
Hon och Mademoiselle Valliot var teaterns två stjärnskådespelerskor, och tillhörde Paris mest omtalade skådespelerskor. Det finns bevarade listor över vilka skådespel som uppfördes vid teatern, men inte vem som utförde vilken roll, och hennes rolltolkningar är därför till stor del okända. Man vet till exempel att Beaupré och Valliot utförde rollerna Mlle Gaultier och Mlle Boniface i farsen La Comedie des comediens av Gougenot, som uppfördes på teatern 1632-33, eftersom det var pjäsens två kvinnoroller, men inte vem som spelade vilken roll. De tycks ha spelat företrädesvis i komedier, farser och även byxroller. 
Hon nämns av Gédéon Tallemant des Réaux tillsammans med de övriga skådespelerskorna verksamma i 1630-talets Paris.  